# Кулига (Виноградовський район)
Кулига (рос. Кулига) — присілок в Виноградовському районі Архангельської області Російської Федерації.
Населення становить 40 осіб. Органом місцевого самоврядування до 2021 року було Осиновське муніципальне утворення.

## Історія
Від 1937 року належить до Архангельської області.
Від 2004 року належить до муніципального утворення Осиновське муніципальне утворення.

## Населення
| 2002 | 2010 | 2012 |
| ---- | ---- | ---- |
| 63   | ↘35  | ↗40  |